# Semera Airport
Semera Airport är en flygplats i Etiopien. Den ligger i den centrala delen av landet, 400 km nordost om huvudstaden Addis Abeba. Semera Airport ligger 361 meter över havet.
Terrängen runt Semera Airport är platt åt nordost, men åt sydväst är den kuperad. Runt Semera Airport är det mycket glesbefolkat, med 6 invånare per kvadratkilometer. Omgivningarna runt Semera Airport är i huvudsak ett öppet busklandskap.